# Italien i Eurovision Song Contest 2015
Italien deltog i Eurovision Song Contest 2015 i Wien i Österrike.

## Uttagning
Landet valde sitt bidrag genom sin nationella uttagning Sanremo Music Festival. Finalen hölls den 19 februari 2015 och vinnare blev Il Volo med sin låt "Grande amore".

## Vid Eurovision Song Contest
Italien var direktkvalificerade till finalen som hölls den 23 maj 2015. Där hade de startnummer 27 och var därför sist ut. De hamnade på tredje plats med 292 poäng.